# Березин, Алексей Германович
Алексей Германович Березин (род. 16 августа 1960, Киров) — российский спортивный деятель, Заслуженный тренер России по волейболу.

## Биография
Родился 16 августа 1960 года в городе Кирове Кировской области.
Воспитывался в семье спортивных педагогов, в школьные годы увлёкся волейболом, выступал за сборные команды города Кургана и Курганской области. Играл за команду мастеров класса «А» России — «Зауралец» (г. Курган), неоднократный призёр Чемпионата России среди команд класса «А», участник летней Спартакиады народов РСФСР 1976 года, игрок студенческой сборной команды России (1983 год).
В 1983 году окончил Курганский государственный педагогический институт по специальности «История с дополнительной специальностью английский язык».
С 7 августа по октябрь 1983 года работал пионервожатым в средней школе № 22 города Кургана.
С октября 1983 по май 1985 года проходил срочную службу в рядах Советской армии.
С августа 1985 по август 1988 года работал тренером-преподавателем в ДЮСШ № 2 города Кургана.
С 1 сентября 1988 по 7 декабря 1992 года военнослужащий, служил в органах Комитета государственной безопасности СССР, затем Министерства безопасности Российской Федерации. Участник спасательной операции в г. Ленинакане (землетрясение в Армении, декабрь 1988).
Трудовую деятельность в городе Нижневартовске начал в декабре 1992 года в должности начальника команды волейбольного клуба «Самотлор», с мая 1996 года по декабрь 2017 года — директор муниципального автономного учреждения города Нижневартовска «Центр олимпийской подготовки по волейболу „Самотлор“». С февраля 2018 года - заместитель директора по спортивной подготовке (волейбол) СШОР «Самотлор».
По инициативе Березина в Югре проводится волейбольный турнир на кубок губернатора.
Депутат Думы города Нижневартовска шестого созыва (с 2019 года).

## Общественная деятельность
- член Президиума Всероссийской федерации волейбола;
- член коллегии департамента физической культуры и спорта ХМАО — Югры;
- председатель Общественного Совета при департаменте физической культуры и спорта Ханты-Мансийского автономного округа — Югры (2013—2018);
- вице-президент Окружной общественной организации «Федерация волейбола Ханты-Мансийского автономного округа — Югры»;
- вице-президент Местной общественной организации «Федерация волейбола города Нижневартовска».
- член муниципального совета по развитию образования в городе Нижневартовске (до 2016 г.).
- директор Общественного учреждения «Волейбольный клуб „Самотлор“ города Нижневартовска»

## Награды
- Заслуженный работник физической культуры Российской Федерации, 2007 год
- Заслуженный тренер России по волейболу, 2017 год
- Знак за заслуги перед городом Нижневартовском, 2019 год

## Известные воспитанники
- Артём Александрович Вольвич, многократный чемпион, участник Летних Олимпийских игр 2016 года в Рио-де-Жанейро.

## Семья
Женат. Имеет дочь и сына.